# CESAER
Die Conference of European Schools for Advanced Engineering Education and Research (CESAER; deutsch Konferenz Europäischer Schulen weiterführender Ausbildung und Forschung genannt) ist eine Non-Profit-Organisation der führenden ingenieurwissenschaftlichen Universitäten in Europa. Der Verein wurde am 10. Mai 1990 in Löwen (Belgien), dem heutigen Sitz, gegründet und ist heute die größte derartige Vereinigung in Europa.
Ziel ist eine gemeinsame Sicherstellung qualitativ hochwertiger Ausbildung und Forschung im Ingenieurbereich, inkl. der Förderung von Innovationen. Außerdem setzt sich der Verein gegenüber den Institutionen der Europäischen Union für die Belange der technischen Universitäten ein.

## Mitglieder
| Land                   | Institution(en) |
| ---------------------- | --- |
| Belgien                | Katholieke Universiteit Leuven Universität Gent Université catholique de Louvain |
| Dänemark               | Universität Aalborg |
| Deutschland            | Gottfried Wilhelm Leibniz Universität Hannover Karlsruher Institut für Technologie RWTH Aachen Technische Universität Berlin Technische Universität Braunschweig Technische Universität Darmstadt Technische Universität Dresden Universität Stuttgart |
| Estland                | Technische Universität Tallinn |
| Finnland               | Aalto-Universität |
| Frankreich             | Institut national des sciences appliquées de Lyon Institut polytechnique de Paris ParisTech Universität Grenoble Universität Paris-Saclay |
| Griechenland           | Nationale Technische Universität Athen |
| Irland                 | University College Dublin |
| Israel                 | Technion |
| Italien                | Politecnico di Torino Polytechnikum Mailand Universität La Sapienza |
| Lettland               | Technische Universität Riga |
| Litauen                | Technische Universität Kaunas |
| Niederlande            | Technische Universität Delft Universität Twente |
| Norwegen               | Technisch-Naturwissenschaftliche Universität Norwegens |
| Österreich             | Technische Universität Graz Technische Universität Wien |
| Polen                  | Technische Universität Danzig Technische Universität Posen Technische Universität Warschau |
| Portugal               | Instituto Superior Técnico Universidade Nova de Lisboa Universität Porto |
| Rumänien               | Polytechnische Universität Bukarest |
| Schweden               | Königlich Technische Hochschule Technische Hochschule Chalmers Universität Lund |
| Schweiz                | École polytechnique fédérale de Lausanne ETH Zürich |
| Serbien                | Universität Belgrad |
| Slowakei               | Slowakische Technische Universität Bratislava |
| Spanien                | Polytechnische Universität Madrid Polytechnische Universität Valencia Universitat Politècnica de Catalunya |
| Tschechien             | Technische Universität Brünn Tschechische Technische Universität Prag |
| Türkei                 | İstanbul Teknik Üniversitesi |
| Ukraine                | Nationale Technische Universität „Kiewer Polytechnisches Institut Ihor Sikorskyj“ |
| Ungarn                 | Technische und Wirtschaftswissenschaftliche Universität Budapest |
| Vereinigtes Königreich | University of Sheffield University of Southampton University of Strathclyde University of Surrey |